# Hans Joachim Heinrichs
Hans Joachim Heinrichs (* 26. Mai 1917 in Baruth/Mark; † 16. Dezember 1995 in Berlin-Pankow) war ein deutscher Textdichter, Komponist, Gastspieldirektor und Conferencier.
Nach dem Abschluss der Oberrealschule begann Heinrichs mit einer dreijährigen Ausbildung bei der Staatlich genehmigten Gesellschaft zur Verwertung musikalischer Urheberrechte STAGMA, der heutigen GEMA. Parallel zur anschließenden Tätigkeit als Sachbearbeiter der Abteilung Ernste Musik (1937–1939) führte er bereits im Alter von 17 Jahren erste Kabarett- und Konzertabende mit einem Ensemble junger Künstler öffentlich auf. Beim Gastspiel dieses Ensembles mit der Revue „Heimat Berlin“ im Kabarett der Komiker (November 1938) führte Heinrichs erstmals auch Regie.
Bereits im Herbst 1945 wagten sich in Berlin die ersten Kabarettisten auf die Bretter, gründeten zahllose, durchweg kurzlebige und mehr auf gastronomische Umsätze als auf künstlerische Absichten gerichtete Unternehmen. Unter ihnen ragte einzig das von Hans Joachim Heinrichs ins Leben gerufene Berliner Kammerbrettl heraus, das im Café Wiesner am S-Bahnhof Ostkreuz Quartier bezog – ein Kabarett der Unterhaltung und der literarischen Ambition, das dem urwüchsigen Berliner Humor wie auch der kritischen, zeitbezogenen Parodie und Satire besondere Aufmerksamkeit widmete. Zunächst trat Heinrichs nur mit dem Parodisten und Sketchpartner Otto John in Kurzprogrammen auf. Der bekannte Humorist Fredy Sieg glänzte dann neben Lotte Partyka und Ilse Maybrid in seiner ersten Kabarettrevue „Gibt es denn noch Liebe?“ (1947). Heinrichs stellte in seinen Studioprogrammen nicht nur junge Talente vor, sondern bemühte sich auch um die Förderung eines zeitgenössischen Repertoires. Viele bekannte Künstler, darunter Gerhard Froboess, Trude Lehmann, Hans Lugerti, Ursula Müller, Willi Rose und Hans Rose, Ursula Friese, Lotte Werkmeister, Gerhard Wollner, Günther Hintze und als junges Talent Eberhard Cohrs spielten in seinen Programmen. Nach der Kleinstrevue „Nante wieder in Berlin“ mit Lotte Partyka, Anni Neumann und Fredy Schütz als Nante löste sich das Berliner Kammerbrettl 1949 auf.
Mit der Lizenz der damaligen sowjetischen Kommandantur gründete er parallel zum Berliner Kammerbrettl auch eine Konzert- und Gastspieldirektion – die „Heinrichs-Gastspiele“. So entstanden in den Jahren 1947–1953 zahlreiche Unterhaltungsprogramme, u. a. aufgeführt im Berliner Friedrichstadtpalast, die seine Handschrift trugen. Heinrichs war der letzte und einzige private Lizenzträger in Ostberlin. Nach dem Lizenzentzug wurde Hans Joachim Heinrichs 1953 Hauptreferent für Kabarett und Artistik bei der neu gegründeten Konzert- und Gastspieldirektion (KGD) in Berlin. 1955 zeichnete er verantwortlich für ca. 50 Freilichtveranstaltungen im Berliner Prater in der Kastanienallee.
1958 begann dann seine Laufbahn als freischaffender Conferencier. Von höchst unregelmäßigen Engagements der Konzert- und Gastspieldirektion abhängig, tingelte Heinrichs nun durch die Bezirke der DDR, gastierte in Nachtbars (Kabarett Eden Leipzig, Trocadero Stralsund, Café Prag Dresden), im Haus der heiteren Muse Leipzig, im Steintor-Varieté Halle, aber auch in zahlreichen FDGB-Urlauberheimen auf der Insel Hiddensee sowie entlang der Ostseeküste.
Von 1968 bis 1978 war er 1. Vorsitzender der GlfM-Artistik Berlin und viele Jahre Mitglied der Zentralen Fachkommission Artistik. Von den Auszeichnungen, die er im Laufe der Jahre erhielt, war ihm die zu seinem 60. Geburtstag verliehene „Hans-Otto-Medaille“ besonders wertvoll.